# Skagastølsbu
Lo Skagastølsbu è un rifugio alpino situato ai piedi del monte Store Skagastølstind, in Norvegia. Il rifugio si trova a 1758 metri d'altezza, nella catena montuosa dello Hurrungane, nel comune di Årdal, (contea di Vestland). È gestito dal Den Norske Turistforening (DNT).

## Caratteristiche e informazioni
Lo Skagastølsbu è rifugio di emergenza senza alcuna attrezzatura né scorte alimentari; solitamente accoglie escursionisti sorpresi dal maltempo. Recentemente il DNT lo ha dotato di un kit di emergenza.
Il rifugio è gestito dalla sezione DNT Oslo og Omegn (Oslo e dintorni) del DNT. Dispone di soli 6 posti letto ed è aperto tutto l'anno.

## Accessi
D'estate lo Skagastølsbu è raggiungibile a piedi dal rifugio Turtagrø (16 km): la traversata non è semplice e richiede una buona conoscenza della zona in quanto il percorso non è segnato e in alcuni tratti è necessario attraversare il ghiacciaio.
D'inverno il rifugio non è accessibile.

## Traversate
Lo Skagastølsbu si trova nel cuore della catena dello Hurrungane, circondato da diversi ghiacciai, tra i quali lo Skagastølsbreen e il Midtmaradalsbreen. Queste traversate richiedono attrezzatura da ghiacciaio e una buona conoscenza della zona.